# 5767 Moldun
5767 Moldun este un asteroid din centura principală de asteroizi.

## Descriere
5767 Moldun este un asteroid din centura principală de asteroizi. A fost descoperit pe 6 septembrie 1986 la Stația Anderson Mesa de Edward L. G. Bowell. El prezintă o orbită caracterizată de o semiaxă mare de 2,27 ua, o excentricitate de 0,19 și o înclinație de 4,5° în raport cu ecliptica.